# CMC Zawiercie

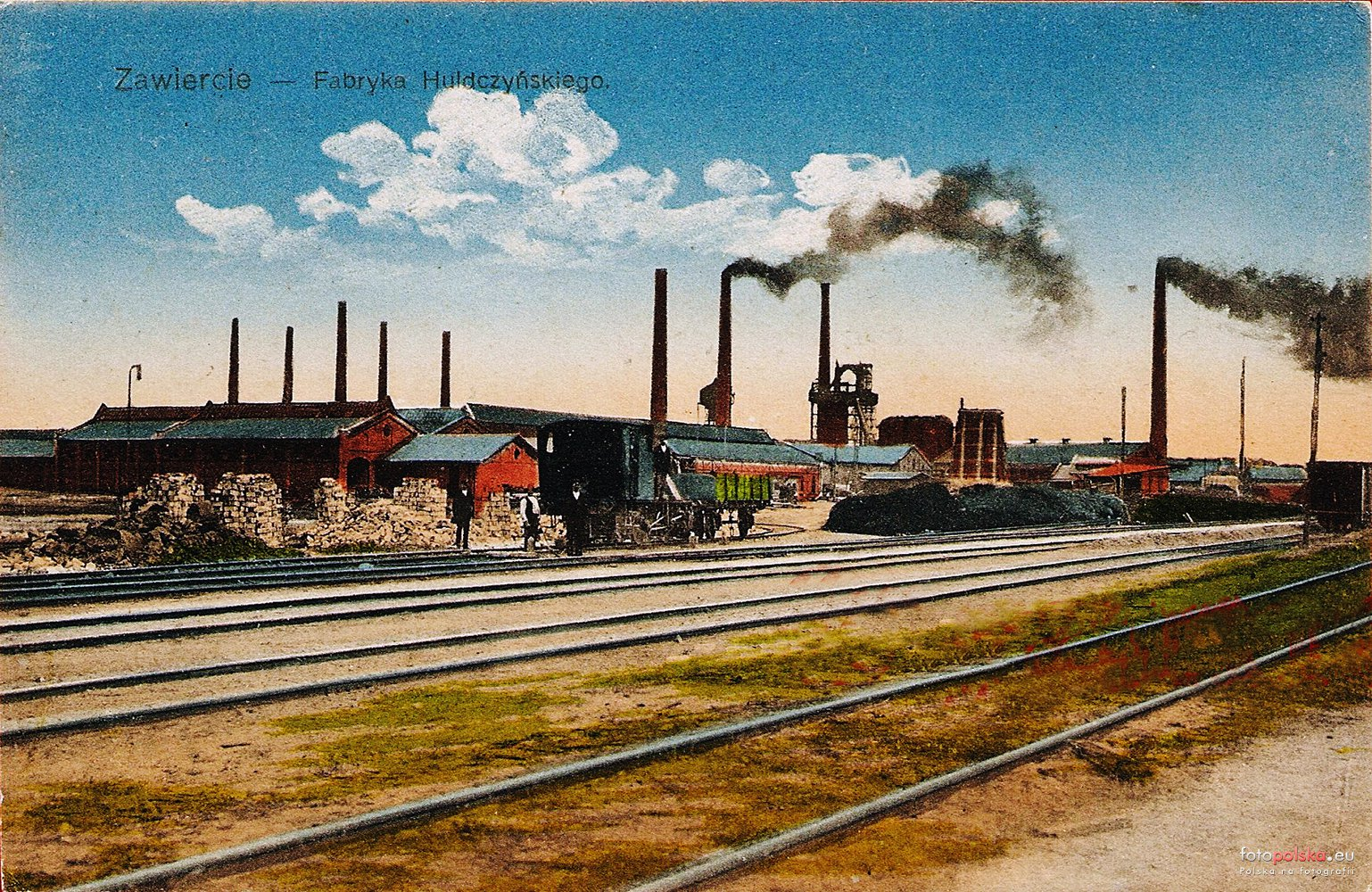
Huta Huldczyńskiego na pocztówce z 1918 roku

CMC Poland Sp. z o.o. (dawniej Huta Zawiercie) – huta żelaza w Zawierciu, producent wyrobów stalowych gorąco walcowanych, takich jak walcówka, pręty, płaskowniki i siatki zbrojeniowe.

## Historia

### Przełom XIX i XX w.
7 listopada 1897 roku zatwierdzono statut Towarzystwa Akcyjnego Sosnowieckich Fabryk Rur i Żelaza, którego celem było wybudowanie huty w Zawierciu. Pierwsze warsztaty mechaniczne uruchomiono już w 1900 roku, a w następnym nastąpił pierwszy spust surówki z wielkiego pieca.

### 1914–1945
W okresie I wojny światowej huta była nieczynna. W 1936 roku zakład przejęła niemiecka grupa kapitałowa i do 1945 produkcję ukierunkowano na potrzeby wojenne III Rzeszy.

### 1945–1995
Po II wojnie światowej Hutę Zawiercie upaństwowiono. W 1963 roku wybudowano nową stalownię, co zapoczątkowało szybki rozwój zakładu. W 1974 uruchomiono walcownię zgniatacza oraz walcownię ciągłą kęsów, a rok później oddano do eksploatacji stalownię elektryczną z czterema piecami łukowymi. W latach 90. nawiązano współpracę z Centralą Importowo-Eksportową Impexmetal.

### Przełom XX i XXI w.
W 1995 roku przekształcono Hutę Zawiercie w jednoosobową spółkę Skarbu Państwa. 3 grudnia 2003 spółka Commercial Metals AG przejęła 71% udziałów Huty Zawiercie S.A.